# الأقراص المضغوطة (CD-R)
CD-R أو (القرص المضغوط – قابل للتسجيل) هو تنسيق تخزين القرص الضوئي الرقمي، يمكن كتابته مرة واحدة وقراءته عدة مرات. تعد أقراص CD-R (CD-Rs) قابلة للقراءة من قبل معظم القراء القرص المضغوط عادي، أي قارئات الأقراص المضغوطة المصنعة قبل إدخال CD-R. هذا ميزة على قرص مضغوط قابل لإعادة الكتابة، والتي يمكن إعادة كتابتها ولكن لا يمكن تشغيلها على العديد من قارئات الأقراص المضغوطة العادية.

## تاريخ

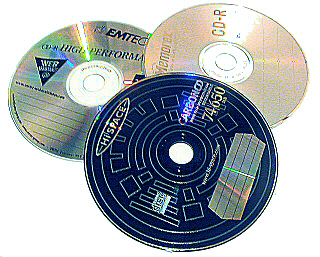
أقراص CD-R متنوعة

كان اسمه الأصلي CD Write-Once (WO)، تم نشر مواصفات CD-R لأول مرة في عام 1988 من قبل فيليبس وسوني في «الكتاب البرتقالي». الكتاب البرتقالي يتكون من عدة أجزاء، وتأثيث تفاصيل مؤتمر نزع السلاح - WO ، CD -MO (ماغنيتو البصريات)، والأقراص المدمجة (REWritable)، وقد تخلت الطبعات الأخيرة عن استخدام مصطلح "CD-WO" لصالح "CD-R"، في حين أن "CD-MO" لم تستخدم إلا قليلاً جداً، مكتوبة CD-Rs والأقراص المضغوطة RWs هي، في جانب من مستوى منخفض الترميز وتنسيق البيانات، متوافقة تماما مع الصوت CD (الكتاب الأحمر CD -DA) والبيانات CD (الكتاب الأصفرCD - ROM) المعايير، (لاحظ أن معيار الكتاب الأصفر للقرص المضغوط يحدد فقط تنسيق بيانات عالي المستوى ويشير إلى الكتاب الأحمر لكافة التنسيق الفعلي وتفاصيل التعليمات البرمجية ذات المستوى المنخفض، مثل مسار الملعب، وكثافة البت الخطية، وترميز bitstream.) وهذا يعني أنها تستخدم ثمانية إلى أربعة عشر تعديل تصحيح الأخطاء CIRC و، بالنسبة لـ القرص المضغوط، طبقة تصحيح الخطأ الثالثة المعرفة في الكتاب الأصفر، بشكل صحيح مكتوبة CD-R أقراص على الفراغات من أقل من 80 دقيقة طول متوافقة تماما مع الصوت CD و CD-ROM المعايير في جميع التفاصيل بما في ذلك المواصفات المادية، 80 دقيقة قرص مضغوط R تنتهك هامشيا مواصفات الشكل المادي الكتاب الأحمر، والأقراص أطول غير ممتثلة، الأقراص CD-RW انعكاسية أقل من CD-R أو ضغط (غير قابل للكتابة) الأقراص المضغوطة ولهذا السبب لا يمكن أن تفي القياسية «الكتاب الأحمر» (أو تقترب)، بعض الأجهزة المتوافقة مع الأقراص المضغوطة «الكتاب الأحمر» قد يكون صعوبة في قراءة الأقراص المضغوطة وبسبب انعكاسها أقل، خاصة الأقراص المضغوطة إلى الحد الذي يمكن أن تقرأ أجهزة CD أقراص طويلة الطول أو أقراص CD-RW، وذلك لأن هذا الجهاز لديه القدرة تتجاوز الحد الأدنى المطلوب من قبل «الكتاب الأحمر» و «الكتاب الأصفر» المعايير (الأجهزة أكثر قدرة من الحاجة إلى أن يكون لـ حمل شعار القرص المضغوط).
كانت أنظمة تسجيل الأقراص المضغوطة CD-Rs المتاحة في عام 1990 مشابهة لـ غسالة بحجم ميريديان CD Publisher ، استنادًا إلى جهاز Mount Yamaha PDS المكون من قطعتين بتكلفة 35000 دولار، ولا يشمل ذلك الدوائر الخارجية المطلوبة لـ ECC لترميز البيانات، والنظام الفرعي لمحرك الأقراص الثابتة SCSI ، وجهاز التحكم MS-DOS.
في 3 يوليو 1991، تم تسجيل أول حفل موسيقي مباشرة إلى قرص مضغوط باستخدام ياماها YPDR 601. أحيا الحفل كلاوديو باغليوني في ملعب فلامينيو في روما، إيطاليا. وفي ذلك الوقت، كان من المتوقع عموما أن يكون لاسطوانات المداة القابلة للتسجيل مدة لا تزيد على 10 سنوات. ومع ذلك، اعتبارًا من يوليو 2020 لا يزال يتم تشغيل القرص المضغوط من هذا التسجيل المباشر مع عدم وجود أخطاء غير قابلة للصحيح. أيضا في عام 1991، كانت أول شركة بنجاح ومهنيا مكررة CD - R وسائل الإعلام CDRM القابلة للتسجيل وسائل الإعلام. مع وسائل الإعلام التقنية الجودة التي تقتصر على تاييو يودين. وكان وقت مبكر CD-R وسائل الإعلام صبغة الفثالوسيانين، الذي لديه لون أكوا الخفيفة واستخدمت للازدواجية. وبحلول عام 1992، انخفضت تكلفة المسجلات النموذجية إلى 10,000-12,000 دولار أمريكي، وفي سبتمبر 1995، قدمت هيوليت باكارد موديلها 4020i الذي صنعته شركة فيليبس، والذي كان، عند 995 دولار، أول مسجل يكلف أقل من 1000 دولار. اعتبارا من 2010s ، يمكن العثور على الأجهزة القادرة على الكتابة إلى الأقراص المضغوطة وأنواع أخرى من الأقراص القابلة للكتابة تحت 20 دولارا. جعلت مواد الصبغة التي طورتها تايو يودن من الممكن أن تكون الأقراص المضغوطة متوافقة مع أقراص الصوت المضغوط والأقراص المضغوطة.
في البداية، بالولايات المتحدة، كان هناك فصل في السوق بين «الموسيقى» CD-Rs و «البيانات» CD-Rs، الأولى هي أكثر تكلفة بشكل ملحوظ من الثانية بسبب ترتيبات حقوق التأليف والنشر الصناعية مع RIAA. وعلى وجه التحديد، فإن سعر كل موسيقى CD-R يشمل إتاوات إلزامية تصرفها الشركة المصنعة للقرص على أعضاء RIAA؛ هذا منح القرص «علم التطبيق» تشير إلى أن تم دفع الإتاوات. سوف يرفض مسجلات الموسيقى المستقلة حرق الأقراص المضغوطة التي كانت مفقودة هذا العلم.
نوعين من الأقراص هي وظيفيا وجسديا حفظ هذا، ويمكن أن ناسخ الأقراص المضغوطة الكمبيوتر تسجيل أي نوع من البيانات إلى أي. لا يزال يتم تصنيع CD-Rs الموسيقى الجديدة اعتبارًا من أواخر عام 2020، على الرغم من أن الطلب عليها قد انخفض حيث تم استبدال مسجلات الموسيقى المستندة إلى الأقراص المضغوطة بأجهزة أخرى تتضمن نفس الوظيفة أو ما شابهها.

## الخصائص البدنية

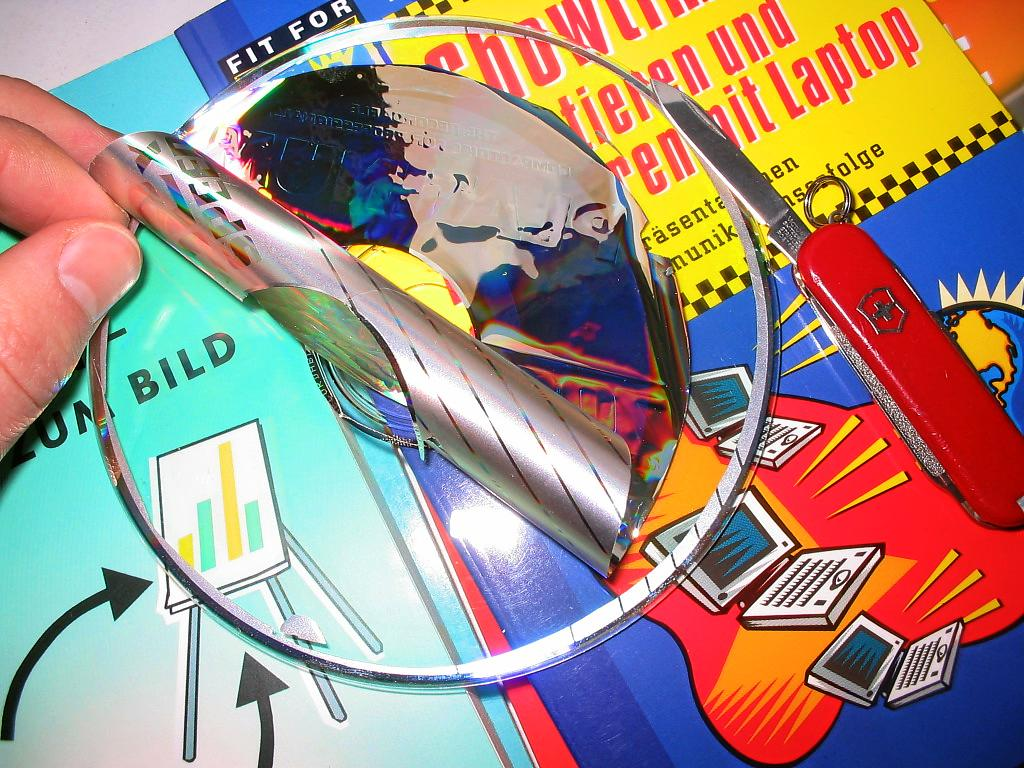
طبقة بيانات معزولة لقرص CD-R

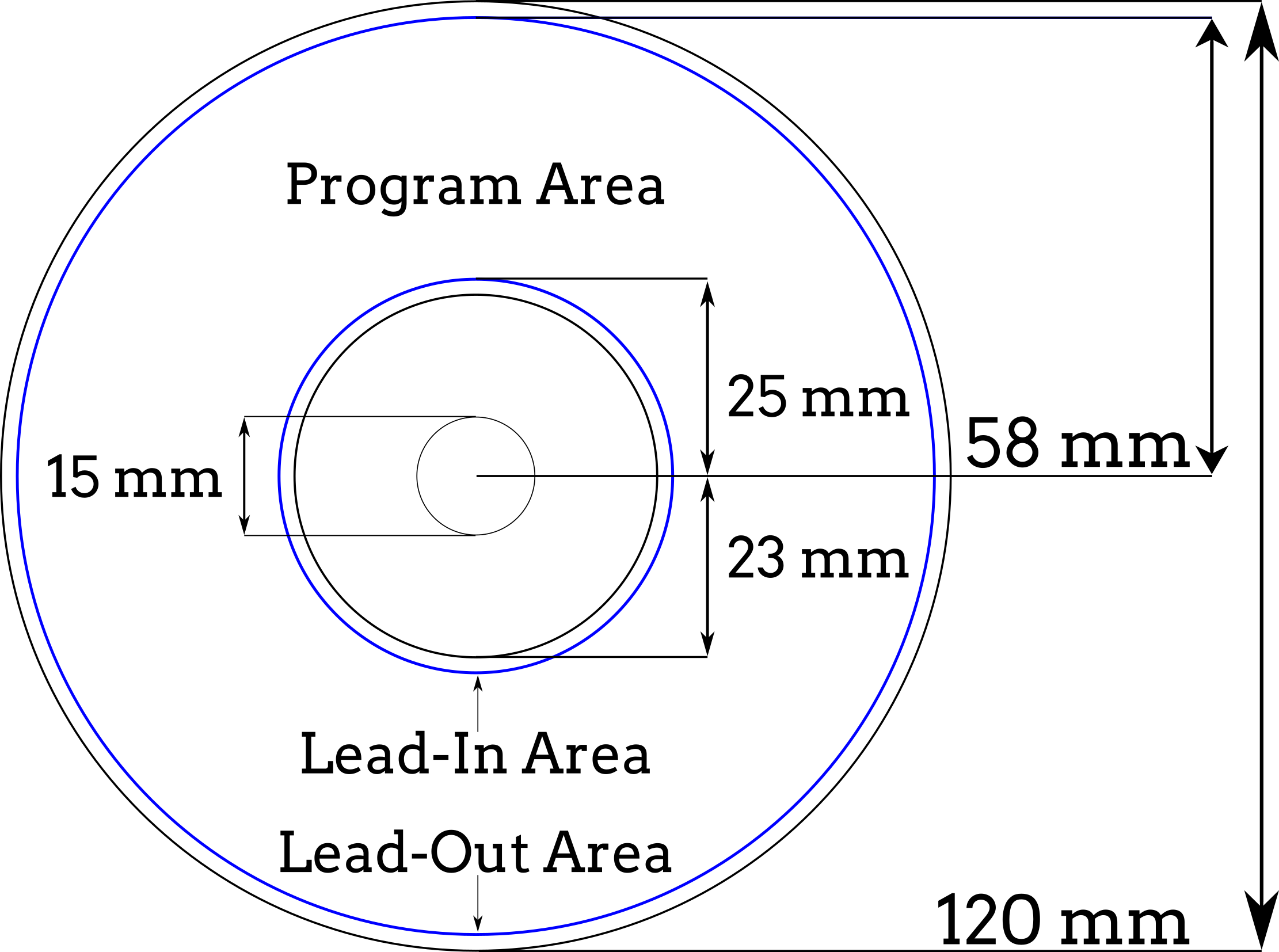
يوضح هذا الرسم بعض الميزات المرئية لقرص CD-R ، بما في ذلك المقدمة ومنطقة البرنامج والمقدمة.يبدأ حلزوني مجهري للمعلومات الرقمية بالقرب من مركز القرص ويتقدم نحو الحافة.
يمكن أن تكون نهاية منطقة البيانات والمقدمة في أي مكان بالفعل ، اعتمادًا على كمية البيانات التي يتم تسجيلها. تعكس المناطق الخالية من البيانات من القرص والأجزاء الصامتة من اللولب الضوء بشكل مختلف ، مما يسمح أحيانًا برؤية حدود المسار

قرص CD-R القياسي هو قرص سميك يبلغ 1.2 مم (0.047 بوصة) مصنوع من البولي حوالي 120 مم (5«) في القطر، القرص 120 مم (5») لديه سعة تخزين 74 دقيقة من الصوت أو 650 ميغا بايت من البيانات، وتتوفر CD-R/RWs مع السعات من 80 دقيقة من الصوت أو 737,280,000 بايت (700 MiB)، والتي تحققها عن طريق صب القرص في أضيق التحمل المسموح به المحدد في معايير CD-R/CD-RW من نوع Orange Book، وقد استخدم هامش الهندسة الذي كان محجوزاً لتسامح التصنيع في سعة البيانات بدلاً من ذلك، مما لا يترك أي تسامح مع التصنيع؛ لهذه الأقراص لتكون متوافقة حقا مع معيار أورانج الكتاب، يجب أن تكون عملية التصنيع الكمال.
على الرغم من ما سبق، معظم الأقراص المضغوطة في السوق لديها قدرة 80 دقيقة، وهناك أيضا 90 دقيقة/790 MiB و 99 دقيقة/870 أقراص MiB، على الرغم من أنها أقل شيوعا (والخروج عن معيار الكتاب البرتقالي صريح). كذلك، ونظراً لأوجه القصور في هياكل البيانات في برنامج ATIP (انظر أدناه)، فإن الفراغات 90 و99 دقيقة ستُعرّف بأنها 80 دقيقة، (وبما أن ATIP هو جزء من معيار Orange Book، فمن الطبيعي ألا يدعم تصميمه بعض تكوينات الأقراص غير القياسية.) ولذلك، من أجل استخدام قدرة إضافية، هذه الأقراص يجب أن يحرق باستخدام خيارات "overburn" في برنامج تسجيل القرص المضغوط، (تم تسمية الاحتراق في حد ذاته لأنه خارج المعايير المكتوبة، ولكن، بسبب طلب السوق، فقد أصبح مع ذلك وظيفة قياسية فعلية في معظم محركات أقراص الكتابة CD والبرامج بالنسبة لهم). تستخدم بعض محركات الأقراص تقنيات خاصة، مثل GigaRec من Plextor أو ENEYO HD-BURN، لكتابة المزيد من البيانات على قرص معين؛ هذه التقنيات هي بطبيعتها انحرافات عن القرص المضغوط (الأحمر والأصفر و / أو أورانج بوك) المعايير، مما يجعل الأقراص المسجلة الملكية—تنسيق وغير متوافق تماما مع مشغلات الأقراص المدمجة القياسية ومحركات الأقراص.
ومع ذلك، في بعض التطبيقات حيث لا يتم توزيع الأقراص أو استبدالها خارج مجموعة خاصة ولن يتم أرشفتها لفترة طويلة، قد يكون التنسيق الاحتكاري طريقة مقبولة للحصول على سعة أكبر (تصل إلى 1.2 GiB مع GigaRec أو 1.8 GiB مع HD-BURN على وسائط 99 دقيقة). أكبر خطر في استخدام مثل هذا الشكل تخزين البيانات الملكية، على افتراض أنه يعمل بشكل موثوق به كما تم تصميمه، هو أنه قد يكون من الصعب أو المستحيل لإصلاح أو استبدال الأجهزة المستخدمة في قراءة الوسائط إذا فشلت، أو تضررت، أو فقدت بعد أن توقف بائعها الأصلي. لا شيء في المعايير الحمراء أو الصفراء أو البرتقالية للكتب يمنع قراءة القرص / الكتابة من أجهزة القدرة على قراءة أو كتابة أقراص خارج معايير القرص المضغوط.
تتطلب المعايير أقراص لتلبية متطلبات دقيقة لكي تسمى الأقراص المضغوطة، ولكن يمكن استدعاء الأقراص الأخرى بأسماء أخرى؛ إذا لم يكن هذا صحيحاً، لا يمكن أن تحمل محرك أقراص DVD قانوناً شعار القرص المضغوط. في حين أن مشغلات الأقراص ومحركات الأقراص قد يكون لها قدرات تتجاوز المعايير، مما يمكنهم من قراءة وكتابة أقراص غير قياسية، لا يوجد ضمان، في غياب مواصفات الشركة المصنعة الإضافية الصريحة خارج شهادة شعار القرص المضغوط العادي، أن أي لاعب أو محرك أقراص معين سيؤدي إلى ما هو أبعد من المعايير على الإطلاق أو بشكل متسق. وعلاوة على ذلك، إذا كان الجهاز نفسه مع عدم وجود مواصفات الأداء صريحة وراء شعار القرص المضغوط في البداية يعالج أقراص غير قياسي موثوق، ليس هناك ضمان أنه لن يتوقف في وقت لاحق القيام بذلك، وفي هذه الحالة، لا يوجد ضمان أنه يمكن إجراء ذلك مرة أخرى عن طريق الخدمة أو التعديل. ولذلك، فإن الأقراص ذات السعات الأكبر من 650 ميغابايت، وخاصة تلك التي يزيد حجمها عن 700 ميغابايت، أقل قابلية للتبديل بين اللاعبين/محركات الأقراص من الأقراص القياسية وليست مناسبة للغاية للاستخدام الأرشيفي، حيث أن قابلية القراءة على المعدات المستقبلية، أو حتى على نفس المعدات في وقت لاحق، غير مضمونة، حتى في ظل افتراض أن الأقراص لن تتحلل على الإطلاق.

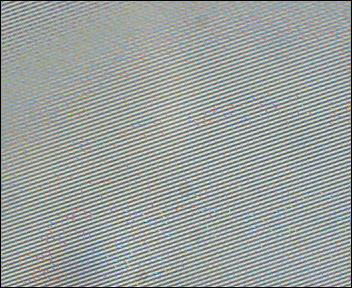
صورة مجهرية للأخدود في قرص CD-R

يحتوي القرص البولي على أخدود حلزوني، يسمى "pregroove" (لأنه مصبوب قبل كتابة البيانات إلى القرص)، لتوجيه شعاع الليزر عند كتابة المعلومات وقراءتها.
أخيرا، يتم تطبيق طلاء واقية من ال lacquer قابلة للبوليمرة الصورة على رأس العاكس المعدني والشفاء مع الأشعة فوق البنفسجية الخفيفة. لا يكون القرص المضغوط غير فارغ; وpregroove لديه تمايل (ATIP)، مما يساعد على كتابة الليزر على البقاء على المسار الصحيح وكتابة البيانات إلى القرص بمعدل ثابت.
الحفاظ على معدل ثابت أمر ضروري لضمان الحجم السليم والمباعدة بين الحفر والأراضي المحروقة في طبقة الصبغة. بالإضافة إلى توفير معلومات التوقيت، فإن ATIP (الوقت المطلق في pregroove) هو أيضًا مسار بيانات يحتوي على معلومات حول الشركة المصنعة للقرص المضغوط، والصبغة المستخدمة ومعلومات الوسائط (طول القرص وما إلى ذلك). لا يتم إتلاف pregroove عند كتابة البيانات إلى CD-R، وهي النقطة التي تستخدم بعض أنظمة حماية النسخ لتمييز النسخ من قرص مضغوط أصلي.
هناك ثلاث تركيبات أساسية للصبغة مستخدمة في أقراص CD-R:
1. وكان سيانين صبغ CD-Rs أقرب تلك المتقدمة، وصياغتها هي براءة اختراع من قبل تايو يودن. CD-Rs على أساس هذه الصبغة هي في الغالب الخضراء في اللون. وكانت النماذج السابقة غير مستقرة كيميائياً جداً، مما جعل الأقراص القائمة على السيانين غير صالحة للاستخدام في المحفوظات؛ يمكن أن تتلاشى وتصبح غير مقروءة في غضون سنوات قليلة. العديد من الشركات المصنعة مثل تايو يودن استخدام المضافات الكيميائية الملكية لجعل أقراص السيانين أكثر استقرارا («المعادن استقرت السيانين»، «سوبر سيانين»). أقدم صبغة السيانين على أساس CD-Rs، فضلا عن جميع الأصباغ الهجينة على أساس السيانين، هي حساسة جدا للأشعة فوق البنفسجية ويمكن أن تصبح غير مقروءة بعد بضعة أيام فقط إذا تعرضوا لأشعة الشمس المباشرة. على الرغم من أن المواد المضافة المستخدمة جعلت السيانين أكثر استقرارًا، إلا أنه لا يزال أكثر الأصباغ حساسية في الأشعة فوق البنفسجية (تظهر علامات التدهور في غضون أسبوع من التعرض المباشر لأشعة الشمس). خطأ شائع المستخدمين جعل ترك القرص المضغوط مع سطح «واضح» (تسجيل) صعودا، من أجل حمايته من الخدوش، وهذا يتيح للشمس ضرب سطح التسجيل مباشرة.
2. الفثالوسيانين صبغ CD-Rs عادة ما تكون الفضة، والذهب أو الأخضر الفاتح. البراءات على الفاثلوكيانين CD-Rs هي التي عقدت من قبل ميتسوي وCiba Specialty المواد الكيميائية. الفثالوسيانين هو صبغة مستقرة أصلا (ليس لديه حاجة للمثبتات) والأقراص المدمجة على أساس هذا غالبا ما تعطى عمر تصنيف لمئات السنين. على عكس السيانين، الفثالوسيانين هو أقل مقاومة للأشعة فوق البنفسجية والأقراص المدمجة R على أساس هذه الصبغة تظهر علامات التدهور إلا بعد أسبوعين من التعرض المباشر لأشعة الشمس. [التوضيح مطلوب] [الحاجة إلى الاستشهاد] ومع ذلك، الفثالوسيانين هو أكثر حساسية من السيانين لكتابة الليزر معايرة الطاقة، وهذا يعني أن مستوى الطاقة المستخدمة من قبل الليزر الكتابة يجب أن تكون أكثر دقة لتعديل القرص من أجل الحصول على تسجيل جيد. وهذا قد تآكل فوائد استقرار الصبغة، كما أقراص مكتوبة هامشيا (مع معدلات خطأ تصحيح أعلى) سوف تفقد البيانات (أي لديها أخطاء غير قابلة للصحيح) بعد انخفاض انخفاض صبغة من الأقراص المكتوبة بشكل جيد (مع انخفاض معدلات الخطأ يمكن تصحيحها).
3. Azo صبغ CD-Rs هي زرقاء داكنة في اللون، وصياغتها هي براءة اختراع من قبل شركة ميتسوبيشي الكيميائية. الأصباغ Azo هي أيضا مستقرة كيميائيا، وعادة ما يتم تصنيف أزو CD-Rs مع عمر من عقود. Azo هو صبغة الأكثر مقاومة ضد الأشعة فوق البنفسجية، ويبدأ في التحلل إلا بعد الأسبوع الثالث أو الرابع من التعرض المباشر لأشعة الشمس. تطبيقات أكثر حداثة من هذا النوع من الصبغة تشمل سوبر أزو الذي ليس أزرق عميق مثل أزو المعدنية في وقت سابق. وكان هذا التغيير في تكوين ضروري من أجل تحقيق سرعات الكتابة أسرع.

هناك العديد من الاختلافات الهجينة من تركيبات الصبغة، مثل Formazan بواسطة كوداك (هجين من السيانين والفاثاسيانين).
لسوء الحظ، وأضافت العديد من الشركات المصنعة التلوين إضافية لإخفاء غير مستقرة سيانين CD-Rs في الماضي، لذلك لا يمكن تحديد صياغة قرص على أساس بحتة على لونه.
وبالمثل، طبقة عاكسة الذهب لا يضمن استخدام صبغة الفثالوسيانين. نوعية القرص هو أيضا لا تعتمد فقط على الصبغة المستخدمة، كما أنها تتأثر الختم، والطبقة العليا، وطبقة عاكسة، والبولي. ببساطة اختيار قرص على أساس نوع صبغه قد يكون مشكلة. وعلاوة على ذلك، فإن معايرة السلطة الصحيحة من الليزر في الكاتب، فضلا عن توقيت الصحيح من نبضات الليزر، وسرعة القرص مستقرة، وهلم جرا، أمر بالغ الأهمية ليس فقط على الفور القراءة ولكن طول العمر من القرص المسجل ، وذلك للأرشفة من المهم أن يكون ليس فقط قرص عالية الجودة ولكن كاتب عالية الجودة. في الواقع ، يمكن أن يحقق كاتب عالي الجودة نتائج كافية مع وسائل الإعلام متوسطة الجودة ، ولكن لا يمكن لوسائل الإعلام عالية الجودة أن تعوض عن كاتب متوسط ، ولا يمكن أن تحقق الأقراص التي يكتبها مثل هذا الكاتب عمرها الأرشيفي الأقصى المحتمل.

## سرعة
| سرعة كتابة البيانات | معدل كتابة البيانات   | اكتب الوقت لمدة 80 دقيقة / 700 MiB CD-R |
| ------------------- | --------------------- | --------------------------------------- |
| 1 ×                 | 150 كيلو بايت / ثانية | 80 دقيقة                                |
| 2 ×                 | 300 كيلو بايت / ثانية | 40 دقيقة                                |
| 4 ×                 | 600 كيلو بايت / ثانية | 20 دقيقة                                |
| 8 ×                 | 1.2 ميغا بايت / ثانية | 10 دقائق                                |
| 12 ×                | 1.8 ميغا بايت / ثانية | 7 دقائق                                 |
| 16 ×                | 2.4 ميغا بايت / ثانية | 5 دقائق                                 |
| 20 ×                | 3.0 ميغا بايت / ثانية | 4 دقائق                                 |
| 24 ×                | 3.6 ميغا بايت / ثانية | 3.4 دقائق (انظر أدناه)                  |
| 32 ×                | 4.8 ميغا بايت / ثانية | 2.5 دقيقة (انظر أدناه)                  |
| 40 ×                | 6.0 ميغا بايت / ثانية | دقيقتان (انظر أدناه)                    |
| 48 ×                | 7.2 ميغا بايت / ثانية | 1.7 دقيقة (انظر أدناه)                  |
| 52 ×                | 7.8 ميغا بايت / ثانية | 1.5 دقيقة (انظر أدناه)                  |

تتضمن هذه الأوقات فقط تمرير الكتابة البصرية الفعلية عبر القرص وبالنسبة لمعظم عمليات تسجيل القرص، يتم استخدام وقت إضافي لعمليات الحمل، مثل تنظيم الملفات والمسارات، مما يضيف إلى الحد الأدنى النظري للوقت الإجمالي اللازم لإنتاج قرص.
قد يكون الاستثناء هو صنع قرص من صورة ISO معدة، والتي من المحتمل أن يكون الحمل غير معتاد لها.
في أقل سرعة كتابة، هذا الحمل يستغرق وقتاً أقل بكثير من تمرير الكتابة القرص الفعلي أنه قد يكون لا يذكر، ولكن في أعلى سرعات الكتابة، يصبح الوقت الزائد نسبة أكبر من الوقت الكلي الذي يستغرقه إنتاج قرص منتهية وقد يضيف بشكل كبير إليه.
أيضا، أعلى من 20× السرعة، محركات الأقراص تستخدم إستراتيجية المنطقة-CLV أو CAV، حيث يتم الوصول إلى السرعة القصوى المعلن عنها فقط بالقرب من الحافة الخارجية للقرص.
ولا يؤخذ ذلك في الحسبان في الجدول أعلاه.
إذا لم يتم ذلك، فإن الدوران الأسرع الذي قد يكون مطلوباً في المسارات الداخلية قد يتسبب في كسر القرص و/أو يمكن أن يسبب اهتزازًا مفرطًا مما يجعل الكتابة الدقيقة والناجحة مستحيلة.

## طرق الكتابة
يحتوي القرص الفارغ على مسار قبل الأخدود الذي تتم كتابة البيانات عليه، ويضمن المسار قبل الأخدود، الذي يحتوي أيضًا على معلومات التوقيت، أن المسجل يتبع نفس المسار الحلزوني مثل قرص مضغوط تقليدي، يقوم مسجل الأقراص المضغوطة بكتابة البيانات إلى قرص CD-R عن طريق النبض على الليزر لتسخين مناطق طبقة الصبغة العضوية، لا تنتج عملية الكتابة المسافات البادئة (حفر)؛ بدلا من ذلك، الحرارة تغير بشكل دائم الخصائص البصرية للصبغة، وتغيير انعكاسية من تلك المناطق، باستخدام طاقة ليزر منخفضة، حتى لا يغير مزيد من الصبغة، يتم قراءة القرص مرة أخرى بنفس الطريقة التي CD-ROM، ومع ذلك ، يتم تعديل الضوء المنعك ليس بالحفر ، ولكن من قبل المناطق المتناوبة للصبغة الساخنة وغير المبددة، ويتحول تغير شدة إشعاع الليزر المنعك إلى إشارة كهربائية، تسترد منها المعلومات الرقمية («فك رموزها»). بمجرد كتابة مقطع من CD-R، لا يمكن مسحه أو إعادة كتابته، بعكس CD-RW، ويمكن تسجيل CD-R في جلسات متعددة، ويمكن لمسجل الأقراص المضغوطة الكتابة إلى قرص مضغوط باستخدام عدة طرق بما في ذلك:
1. القرص في وقت واحد : تتم كتابة القرص المضغوط بأكمله في جلسة واحدة مع عدم وجود ثغرات والقرص هو «مغلقة» مما يعني لا يمكن إضافة المزيد من البيانات والأقراص المدمجة R يصبح فعليا قرص قياسي للقراءة فقط، مع عدم وجود ثغرات بين المسارات شكل القرص في وقت واحد مفيد للتسجيلات الصوتية «حية».
2. المسار في وقت واحد : البيانات مكتوبة إلى CD - R مسار واحد في وقت واحد ولكن يتم ترك ال CD «مفتوحة» لمزيد من التسجيل في مرحلة لاحقة، كما يسمح أيضا البيانات والصوت إلى أن تتواجد على نفس CD-R.
3. كتابة الحزمة : تستخدم لتسجيل البيانات إلى قرص مضغوط في «الحزم»، مما يسمح بإلحاق معلومات إضافية بقرص في وقت لاحق، أو لجعل المعلومات الموجودة على القرص «غير مرئية»، وبهذه الطريقة، يمكن أن تحاكي CD-R CD-RW؛ ومع ذلك، في كل مرة يتم تغيير المعلومات على القرص، مزيد من البيانات يجب أن تكون مكتوبة إلى القرص، ويمكن أن يكون هناك مشاكل التوافق مع هذا التنسيق وبعض محركات الأقراص المضغوطة.

مع دراسة متأنية، يمكن تمييز المناطق المكتوبة وغير المكتوبة بالعين المجردة، وتتم كتابة CD-Rs من الوسط إلى الخارج ، لذلك تظهر المنطقة المكتوبة كفرقة داخلية مع تظليل مختلف قليلاً.
تحتوي أقراص الـCD على منطقة معايرة الطاقة، تستخدم لمعايرة الليزر الكتابة قبل وأثناء التسجيل، تحتوي الأقراص المضغوطة على منطقتين من هذا القبيل: واحدة قريبة من الحافة الداخلية للقرص، لمعايرة سرعة منخفضة، والأخرى على الحافة الخارجية على القرص، لمعايرة عالية السرعة، ويتم تسجيل نتائج المعايرة على منطقة إدارة التسجيل (RMA) التي يمكن أن تحمل ما يصل إلى 99 معايرة، لا يمكن كتابة القرص بعد RMA ممتلئة، ومع ذلك، قد يتم إفراغ RMA في أقراص CD-RW.

## فترة الحياة

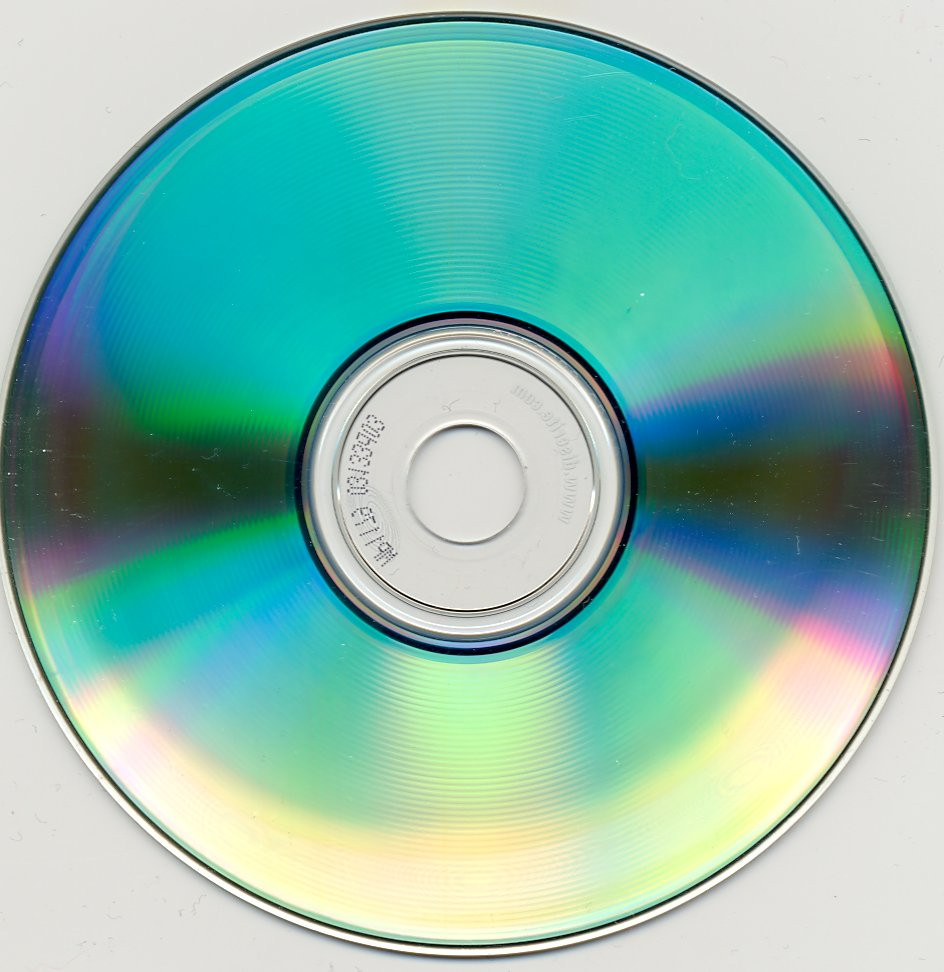
مثال على قرص CD-R تم حرقه في عام 2000 يظهر تدهور الصبغة في عام 2008. فقد جزء من البيانات الموجودة عليه.

وقد كشفت اختبارات الحياة الحقيقية (لا تسارع الشيخوخة) أن بعض الأقراص المضغوطة تتحلل بسرعة حتى لو تم تخزينها بشكل طبيعي، جودة القرص CD-R له تأثير كبير ومباشر على طول العمر لا ينبغي أن يتوقع أقراص ذات جودة منخفضة أن تستمر طويلا جدا، ووفقاً لبحث أجراه ج. بيرديرو، من المتوقع أن يبلغ متوسط العمر المتوقع للأقراص المدمجة- R 10 سنوات، والعلامات التجارية ليست دليلا موثوقا للجودة ، وذلك لأن العديد من العلامات التجارية (الرئيسية وكذلك أي اسم) لا تصنع الأقراص الخاصة بها، بدلا من ذلك يتم الحصول عليها من مختلف الشركات المصنعة ذات نوعية مختلفة، للحصول على أفضل النتائج، يجب التحقق من مكونات الشركة المصنعة والمادية الفعلية لكل مجموعة من الأقراص.
CD-Rs المحروقة تعاني من تدهور المواد، تماما مثل معظم وسائل الإعلام القابلة للكتابة. تحتوي وسائط CD-R على طبقة داخلية من الصبغة المستخدمة لتخزين البيانات، وفي قرص CD-RW، يتم إجراء طبقة التسجيل من سبيكة من الفضة والمعادن الأخرى - إنديوم، وأنتيمون، وتلوريوم، في وسائط CD-R، يمكن أن تتحلل الصبغة نفسها، مما يؤدي إلى عدم قابلية البيانات للقراءة.
فضلا عن تدهور الصبغة، يمكن أن يكون الفشل من CD-R بسبب السطح العاكس، في حين أن الفضة أقل تكلفة وأكثر استخداما على نطاق واسع، فهي أكثر عرضة للأكسدة مما أدى إلى سطح غير عاكس، الذهب من ناحية أخرى، على الرغم من أن أكثر تكلفة ولم تعد تستخدم على نطاق واسع، هو مادة خاملة، لذلك الذهب المستندة إلى CD-Rs لا تعاني من هذه المشكلة، وقد قدر المصنعون طول العمر من الذهب المستندة إلى CD-Rs أن يصل إلى 100 سنة.
ومن خلال قياس معدل أخطاء البيانات القابلة للتصحيح، يمكن قياس سلامة البيانات و/أو نوعية تصنيع وسائط الأقراص المضغوطة، مما يسمح بالتنبؤ الموثوق به عن خسائر البيانات في المستقبل الناجمة عن تدهور الوسائط.

## الوسم
من المستحسن إذا كان استخدام بطاقات لاصقة مدعومة بالملصقات أن تكون التسميات مصنوعة خصيصاً للقرص المضغوط (CD-Rs).
يهتز القرص المضغوط المتوازن قليلاً فقط عند تدويره بسرعة عالية.
تسميات تالفة أو غير صحيحة، أو تسميات تطبيقها خارج الوسط، يمكن أن يؤدي إلى عدم توازن القرص المضغوط ويمكن أن يسبب له اهتزاز عندما يدور، مما يؤدي إلى أخطاء القراءة وحتى مخاطر إتلاف محرك الأقراص.
البديل الاحترافي لتسميات الأقراص المضغوطة (CD) هو الأقراص المضغوطة المطبوعة مسبقًا باستخدام شاشة حريرية ذات 5 ألوان أو ضغطة إزاحة.
استخدام قلم علامة دائمة هو أيضا ممارسة شائعة.
ومع ذلك، يمكن أن تؤثر المذيبات من هذه الأقلام طبقة الصبغة.

## تصرف

### سرية البيانات
وبما أن الأقراص المضغوطة (CD-Rs)لا يمكن أن تُمحى منطقياً إلى أي درجة، فإن التخلص من الأقراص المضغوطة يمثل مشكلة أمنية محتملة إذا كانت تحتوي على بيانات حساسة/خاصة. يتطلب إتلاف البيانات تدمير القرص أو طبقة البيانات فعليًا.
يؤدي تسخين القرص في فرن الميكروويف لمدة 10-15 ثانية إلى تدمير طبقة البيانات بشكل فعال عن طريق التسبب في تقوس الطبقة العاكسة المعدنية، ولكن هذا القوس نفسه قد يسبب تلفًا أو إفراطًا في ارتداء فرن الميكروويف. كما تم تصميم العديد من تمزيق الورق المكتبي لتمزيق أقراص الـ CD. تدعم بعض الشعلات الحديثة (Plextor، LiteOn) عمليات المحو على وسائط -R، عن طريق «الكتابة فوق» البيانات المخزنة بقوة الليزر القوية، على الرغم من أنه لا يمكن الكتابة فوق المنطقة الممساة ببيانات جديدة.

### إعادة التدوير
المادة البولية والذهب أو الفضة المحتملة في الطبقة العاكسة من شأنه أن يجعل الأقراص المضغوطة (CD-Rs) قابلة لإعادة التدوير للغاية. ومع ذلك، فإن البولي من قيمة ضئيلة جدا وكمية المعادن الثمينة صغيرة جدا بحيث أنها ليست مربحة لاسترداد لهم. وبالتالي، فإن شركات إعادة التدوير التي تقبل الأقراص المدمجة لا تقدم عادة تعويضاً عن التبرع بالمواد أو نقلها.